# Карл II (король Англии)
Карл II (англ. Charles II, 29 мая [8 июня] 1630[…], Лондон — 6 [16] февраля 1685[…], Лондон) — король Англии, Шотландии и Ирландии в 1660—1685 годах, старший сын Карла I и Генриетты Французской.

## Биография
Второй ребёнок короля Карла I и французской принцессы из рода Бурбонов Генриетты Марии; его старший брат — принц Чарльз Джеймс (род. и ум. 13 мая 1629). Родился 29 мая 1630 года, после рождения получил титулы герцога Корнуолльского и Ротсея, а также графа Каррика, обычные титулы для старших сыновей королей. При этом титулы принца Уэльского и графа Честера, которые обычно присваивались наследникам короны, для него формально не воссоздавались.
С середины 1640-х годов пребывал с матерью и братьями на континенте, где его воспитанием заведовал Эдвард Хайд.
После казни отца (1649 год) признан Шотландией как его законный преемник; в 1650 году прибыл в Шотландию и был там коронован, однако войска Кромвеля вторглись туда и разгромили шотландских сторонников Карла. Потерпев поражение в битве при Вустере 3 сентября 1651 г., он некоторое время скрывался в Англии (за его голову была назначена огромная награда в 1 тысячу фунтов), после чего бежал во Францию (15 октября 1651 г.).
Вернулся в Англию после реставрации, организованной генералом Монком, и вступил на престол в тридцать лет (29 мая 1660 года). По совету Эдварда Хайда, назначенного первым министром, объявил амнистию всем деятелям правительства отца и сына Кромвелей, кроме цареубийц, голосовавших за казнь его отца.
В октябре 1660 года 10 цареубийц были приговорены к смерти как государственные изменники. Они были подвергнуты казни через повешение, потрошение и четвертование, а 30 января 1661 года на двенадцатую годовщину казни Карла I, тела покойных Оливера Кромвеля, Джона Брэдшо и Генри Айртона были подвергнуты посмертной казни: вырыты из могил и четвертованы. В последующие годы были казнены несколько других человек, но большая часть цареубийц либо бежала из страны, либо была приговорена к пожизненному заключению.
В правление короля Лондон постигли две катастрофы. Эпидемия чумы унесла жизни более 100 000 человек. Король с семьёй покинул Лондон и уехал в Оксфордшир, в феврале 1666 года когда чума пошла на спад, король и двор вернулись в столицу.
Спустя несколько месяцев в сентябре 1666 года произошёл Великий лондонский пожар, уничтоживший большую часть города, король с герцогом Йоркским руководили тушением пожара, но при этом пожар уничтожил чумных крыс и блох. Король способствовал восстановлению города и помощи погорельцам, была осуществлена раздача продовольствия.
Управление страной поручил олигархической группировке из пяти человек (министерству Кабаль, англ. Cabal, по первым буквам фамилий). Оценки Карла как правителя противоречивы: одни историки считают его слабым и реакционным королём, другие, напротив, одним из наиболее выдающихся государей Британии: при нём установилось разделение властей между королём и парламентом, сформировались политические партии тори и вигов.
Важнейшее политическое событие его царствования — принятие «Хабеас корпус акта» («Акт о лучшем обеспечении свободы подданного и о предупреждении заточений за морями») в 1679 году, по которому любой обвиняемый мог требовать объяснения причины ареста, а судьи контролировать законность задержания, но при этом закон не распространялся на особо тяжкие преступления или государственную измену.
В 1664 или 1665 году началась Вторая англо-голландская война, чтобы отобрать у Голландии экономическое первенство по итогам которой Англия получила Новые Нидерланды, но потеряла Суринам. Большая часть английского флота была уничтожена в морских сражениях, Англия понесла большие человеческие жертвы, как и Голландия. Чума и пожар ускорили подписание мира.
В 1670 году король предоставил компании Гудзонова залива право на монопольную торговлю мехом на территории позже известной как «Земля Руперта» (обширный участок территории, которая позже образовала большую часть Канады). Английские форты и торговые посты, основанные компанией, часто бывали мишенью нападений со стороны французов, которые основали свою собственную компанию по торговле мехом в расположенной рядом Новой Франции. Через два года начала действовать Королевская африканская компания, получившая монопольное право на торговлю рабами в колониях английской Америки.
Своей симпатией к католицизму Карл II настроил против себя англиканских членов парламента, а переговоры с французским королём вызвали новую волну возмущений. В 1670 году в Дувре был подписан тайный англо-французский договор, в котором Карл II обещал помириться с Римом, как это позволят государственные дела. За это Людовик XIV пообещал выплачивать английскому королю ежегодный пенсион в 150 000 фунтов. После подписания договора, в 1672 году, Англия неожиданно объединилась с Францией и объявила войну протестантской Голландии. Война сложилась для союзников не очень удачно, де Рюйтер, как и в предыдущей войне успешно побеждал союзников. По итогам войны Англия, вновь потерпевшая поражения, возвращала голландцам некоторые занятые острова в Карибском море.
Англия переживала экономический расцвет и территориальную экспансию в колониях. К концу его царствования всё большую политическую власть сосредоточил в своих руках непопулярный младший брат короля, католик, герцог Йоркский.
Карл II умер 6 февраля 1685 года после апопле́кси́ческого удара, похоронен в Вестминстерском аббатстве, за несколько дней до смерти также принял католицизм.
В 1966 году образцы волос Карла II были исследованы нейтронно-активационным способом на содержание ртути. Была выявлена концентрация ртути, в десятки раз превышающая норму. Вероятно, это было следствием увлечения короля алхимией, поскольку по распоряжению короля во дворце Уайтхолл была оборудована алхимическая лаборатория. Король проводил в ней многие часы, лично участвуя в многочисленных экспериментах по превращению ртути в золото.

## Личная жизнь
Женой Карла II была португальская принцесса Екатерина Брагансская (1638—1705), дочь Жуана IV Португальского. Свадьба Екатерины и Карла состоялась 21 мая 1662 года в Портсмуте по католическому (тайно) и англиканскому обрядам. Поскольку она была католичкой, она не была коронована и была непопулярна в Англии. У Екатерины было 3 выкидыша. В 1692 году, через семь лет после смерти мужа покинула страну и вернулась на родину, где и скончалась.
Карл II был известен как «весёлый король» (англ. Тhe Merry King). Имея большое число любовниц и внебрачных детей (признал себя отцом четырнадцати), Карл давал тем и другим герцогские и графские титулы, заметно преумножив сословие британских пэров. В XXI веке потомки четверых из бастардов Карла II носят семь герцогских титулов: герцоги Баклю (они же герцоги Куинсберри), герцоги Леннокс (они же герцоги Ричмонд и герцоги Гордон), герцоги Графтон и герцоги Сент-Олбанс. Из-за ранней даты присвоения герцогств эти потомки формально являются одними из наиболее иерархически высоких пэров Британских островов. С этими родами до сих пор связаны значительные денежные состояния и земельные владения.
- Внебр. связь: Люси Уолтер (1630—1658), валлийская дворянка:
  - Джеймс Скотт (1649—1685) — 1-й герцог Монмут (1663—1685) и 1-й герцог Баклю (1663—1685). Претендент на английский престол. Поднял восстание, но потерпел поражение в битве при Седжмуре, попал в плен и был обезглавлен.
- Внебр. связь: Элизабет Киллгрит (1622—1680) — дочь сэра Роберта Киллгрита:
  - Шарлотта Генриетта Мария Фицрой (1650—1684) — супруга Джеймса Ховарда, затем супруга Уильма Пастона, 2-го графа Ярмута.
- Внебр. связь: Кэтрин Пегге (1635 — ?) — английская дворянка
  - Чарльз Фицчарльз, 1-й граф Плимут (1657—1680) — виконт Тотнесс и барон Дартмут и 1-й граф Плимут (1675—1680), пэр Англии.
  - Кэтрин Фицчарльз (1658—????).
- Внебр. связь: Барбара Вильерс (1640—1709) — английская дворянка:
  - Анна Палмер (1661—1722), графиня Сассекс — дочь либо короля, либо Роджера Пальмера, либо графа Честерфильда; официально королём не признана. Супруг — Томас Леннард, 1-й граф Сассекс.
  - Чарльз Фицрой, 1-й герцог Саутхемптон (1662 − 1730) — барон Лимерика (1662—1670), 1-й герцог Саутгемптон (1675—1730) и 2-й герцог Кливленд (1709—1730), главный дворецкий Англии (1716—1730).
  - Генри Фицрой, 1-й герцог Графтон (1663—1690) — барон Садбери, виконт Ипсвича, граф Юстон (1672—1690) и герцог Графтон (1675—1690)
  - Шарлотта Фицрой (1664—1718), графиня Личфильд. Супруг — Эдуард Ли (1663—1718), граф Личфилд (1674—1718).
  - Джордж Фицрой (1665—1716) — барон Понтефракт, виконт Фалмутаграф и граф (1674—1716), 1-й герцог Нортумберленд (1683—1716), главный дворецкий Англии (1713—1716).
  - Барбара Бенедикта Фицрой (1672—1737), хотя и признана королём, но с большой вероятностью была дочерью Джона Черчилля, 1-го герцога Мальборо. Супруг — Джеймс Гамильтон, 4-й герцог Гамильтон, 1-й герцог Брэндон.
- Внебр. связь: Нелл Гвин (1650—1687) — актриса
  - Чарльз Боклер (1670—1726) — пэр, граф Бёрфорд (1676—1726), 1-й герцог Сент-Олбанс (1684—1726)
  - Джеймс, лорд Боклерк (1671—1680)
- Внебр.связь : Луиза Керуаль (1649—1734) — авантюристка, придворная дама
  - Чарльз Леннокс (1672—1723) — пэр, 1-й герцог Ричмонд (1675—1723), граф Дарнли, лорд Торбоултон , 1-й герцог Леннокс (1675—1723) и 1-й герцог д’Обиньи (1684—1723), шталмейстер Англии (1681—1685), лорд-адмирал Шотландии (1701—1705).
- Внебр. связь: Мэри Дэвис (1648—1708) — куртизанка, певица и актриса.
  - Мэри Тюдор (1673—1726) — была 3 раза замужем. В первом браке за Эдвардом Рэдклифом, сыном 2-го графа Дервентуотера; после смерти Эдварда она вышла замуж за Генри Грэма (из Левенса), а после его смерти вышла замуж за Джеймса Рука.

Остальными фаворитками или предполагаемыми любовницами, не родившими от короля детей, считаются: Фрэнсис Стюарт, Кристабелла Бедхем, Гортензия Манчини, Уинифред Уэллс, Джейн Робертс, Элизабет Беркли, Элизабет Фицджеральд, Джейн Миддлтон, Элизабет Гамильтон, Элизабет Уивер.
Точное количество фавориток и непризнанных детей не установлено.

## В культуре
Кино
- «Амбер навсегда[англ.]» / Forever Amber — художественный фильм, снятый в 1947 году американским режиссёром Отто Преминджерем. В роли Карла II — Джордж Сандерс.
- «Король и вор[англ.]» / The King’s Thief — костюмно-приключенческий фильм, снятый в 1955 году американским режиссёром Робертом Зиглером Леонардом. В роли Карла II — Джордж Сандерс.
- «Королевская милость» / Restoration — художественный телефильм, снятый в 1995 году по роману Роуз Тремейн британским режиссёром Майклом Хоффманом. В роли Карла II — Сэм Нилл.
- «Последний король» / Charles II: The Power & the Passion — мини-сериал BBC, снятый в 2003 году британским режиссёром Джо Райтом. В роли Карла II — Руфус Сьюэлл.
- «Распутник» / The Libertine — художественный телефильм, снятый в 2004 году британским режиссёром Лоуренсом Данмором по пьесе Стивена Джеффриза. В роли Карла II — Джон Малкович.
- «Красота по-английски» / Stage Beauty — кинофильм 2004 года, снятый по одноимённой пьесе Джеффри Хэтчера режиссёром Ричардом Эйром. В роли Карла II — Руперт Эверетт.
- «Мушкетёры двадцать лет спустя» — четырёхсерийный художественный телефильм, снятый в 1992 году объединением «Союзтелефильм». В роли Карла II — Сергей Боярский.
- «Тайна королевы Анны, или Мушкетёры тридцать лет спустя» — двухсерийный художественный телефильм, снятый фирмой-студией «Катран» при участии «Одесской киностудии» по мотивам романа «Виконт де Бражелон, или Десять лет спустя». В роли Карла II — Алексей Ясулович.
- «Леди и разбойник» — костюмированная приключенческая мелодрама, снятая в Великобритании кинокомпаниями Gainsborough Pictures и The Grade Company в 1988 году. В роли Карла II — Майкл Йорк.
- «Новые миры[англ.]» / New Worlds — британский мини-сериал, снятый режиссёром Чарльзом Мартином[англ.] в 2014 году. В роли Карла II — Джереми Нортэм.
- «Большой пожар[англ.]» / The Great Fire — британский мини-сериал, снятый режиссёром Джоном Джоунсом[англ.] в 2014 году. В роли Карла II — Джек Хьюстон.
- «Адмирал» / Michiel de Ruyter — голландский художественный фильм 2015 года об адмирале Микеле де Рюйтере. В роли Карла II — Чарльз Дэнс.

Литература
- Вальтер Скотт. «Вудсток, или Кавалер» (1826).
- Александр Дюма. «Виконт де Бражелон, или десять лет спустя» (1850).
- Александра Дюма. Пьеса «Молодость Людовика XIV» (1854).
- Кэтлин Уинзор. «Навеки твоя Эмбер» (1944).
- Роуз Тремейн. «Реставрация» (1989; рус. пер. 2005).
- Бертрис Смолл. «Околдованная» (2001).
- Бертрис Смолл. «Плутовки» (2003).
- Нил Стивенсон. «Барочный цикл — Ртуть» (2003)
- Симона Вилар «Замок тайн» (2008).